# Teorija raznoterih inteligentnosti
Teorija raznoterih inteligentnosti je teorija, ki jo je leta 1983 razvil ameriški psiholog Howard Gardner.

## O teoriji
Gardner je inteligentnost opredilil kot zmožnost reševanja problemov ali ustvarjanja izdelkov, ki so cenjeni v enem ali več kulturnih okoljih. Predhodne opredelitve inteligentnosti so se mu zdele pomanjkljive, saj so vključevale predvsem jezikovno, logično-matematično in delno prostorsko inteligentnost. 
Pri ugotavljanju inteligentnosti se je Gardnerju zdelo pomembnejše spoznavanje posameznikovih močnih in šibkih področij, kot medsebojno primerjanje posameznikov po višini izmerjenega IQ-ja. Gardner je tako razvil teorijo o osmih inteligentnostih, ki jih lahko vsi razvijemo do določene mere kompetentnosti.

## Osem inteligentnosti

### Jezikovna inteligentnost
To je sposobnost učinkovitega besednega izražanja in razumevanja kompleksnih besednih sporočil. Jezikovna inteligentnost vsebuje občutljivost za pomen besed in za različne funkcije jezika (prepričevanje - povezano z retoriko, razlaganje ipd.). Uporabljamo jo na primer pri branju, tvorjenju in razumevanju besedil.

### Logično-matematična inteligentnost
Je sposobnost abstraktnega mišljenja in logičnega razmišljanja ter sklepanja. Uporabljamo jo pri reševanju abstraktnih matematičnih problemov, pri deduktivnem in induktivnem mišljenju, tudi pri znanstvenem raziskovanju.

### Prostorska inteligentnost
Prostorska inteligentnost temelji na tvorbi vidnih predstav o poteku ali videzu stvari (barva, oblika, postavitev ...). Ta inteligentnost obsega tudi dobro orientacijo oz. sposobnost znajti se v prostoru in presoditi razmerja med predmeti v prostoru. Uporabljamo jo na primer pri vožnji skozi neznano mesto, risanju, oblikovanju različnih materialov ...

### Glasbena inteligentnost
Gre za sposobnost ustvarjanja in poustvarjanja glasbe, prepoznavanja melodij in sledenja ritmu. Ljudje, ki imajo visoko razvito glasbeno inteligentnost so izjemno občutljivi na barvo, ritem, trajanje in glasnost zvokov, hkrati pa imajo tudi izjemen očutek za vibracijo. Glasbena inteligentnost se izraža pri igranju instrumentov, petju, skladanju.

### Telesno gibalna inteligentnost
Ta inteligentnost temelji na spretni uporabi telesa, nadzorovanja in koordinacije telesnih gibov. Uporabljamo jo pri usklajenem gibanju (šport, plesu), pa tudi pri spretnem ravnanju s predmeti, ko so ročne spretnosti.

### Medosebna inteligentnost
Se kaže v sposobnosti razumevanja drugih ljudi in uravnavanja medčloveških odnosov. Odraža se v spretnosti pri navezovanju stikov in komunikaciji z drugimi ljudmi, kot sposobnost razumevanja njihovih težav, motivov in čustev ter v učinkovitem odzivanju na vedenje drugih.

### Znotrajosebna inteligentnost
Znotrajosebna ali avtorefleksivna inteligentnost je sposobnost zavedanja in razumevanja lastnega doživljanja in vedenja. Ljudje, ki imajo visoko izraženo avtorefleksivno inteligentnost, razumejo vzroke in posledice lastnega doživljanja (na primer čustvovanja in vedenja) ter imajo dobro razvito samokontrolo. Take osebe poznajo svoje močne in šibke točke.

### Naravoslovna inteligentnost
Je sposobnost sistematičnega opazovanja, razumevanja in natančnega razlikovanja naravnih in umetnih vzorcev ali sistemov. Uporabljamo jo pti prepoznavanju in klasificiranju rastlin, mineralov ali živali pa tudi pri vrtnarjenju, ribolovu.